# Ball de bastons de Montblanc
El Ball de bastons de Montblanc és la varietat local del ball de bastons i un dels elements folklòrics més antics de la Vila Ducal de Montblanc, a la comarca de la Conca de Barberà.

## Història

### Orígens
No se sap amb certesa quan es va començar a picar bastons a Montblanc, però es dona com un fet que va arribar amb els traginers que anaven de l'interior cap a la costa. Popularment es creu que, per defensar-se dels bandolers, els conductors de carro usaven els raigs de recanvi que portaven per a les rodes. Així, i a cops de bastó, intentaven foragitar els assaltants. Un cop s'aturaven a Montblanc, explicaven les seves gestes i representaven la lluita que havien tingut durant el camí.
La primera referència documental de la qual es té notícia és una actuació del ball de bastons de Montblanc a Barcelona de l'any 1734.
Ja al segle xix es té constància de l'actuació a Montblanc el 1864; també que el General Prim, després de presenciar l'actuació montblanquina, va donar personalment "paraules d'encoratjament" a la colla, i el 1871, conta un diari de l'època que la colla va actuar davant del rei Amadeu I d'Espanya i que aquest va quedar aclaparat per la força mostrada pels bastoners montblanquins. També, en el diari personal del Sr. Josep Roselló (1843-1922), en la nota del dia 28 de setembre de 1876 diu: "Va veni lo S. Arquesbisbe a confirmar la vegilia de S. Miquel. Ce van fer molt bonas festes, ce va tira un castell de foc, van fer lo ball de S. Miquel i per lo barri va ballar lo ball de bastons".
A finals del segle xix i principis del XX es té constància de diferents colles de bastons que anaven actuant per la comarca. Eren, però, colles formades per grups d'amics joves, normalment 8 nois. Aquestes colles duraven uns 3 o 4 anys, ja que llavors els mossos es casaven amb les pubilles i/o se n'anaven a fer el soldat.
L'any 1935, la colla de Montblanc fou la convidada a una mostra de ball de bastons que va organitzar la Casa del Penedès de Barcelona al Poble Espanyol de Barcelona.
Després de la Guerra Civil espanyola hi va haver un període de "tranquil·litat imposada" fins que, a principis de la dècada dels 40, va sorgir una nova colla.

### Colla actual
Un any molt important per al ball de bastons de Montblanc és l'any 1964. En aquell any, Ramon Sanahuja, antic bastoner, es feu càrrec d'una nova colla, la primera que lluiria al pit l'escut de la Vila i que ha continuat ininterrompudament fins avui dia.
L'any 1978, els bastoners van actuar a Madrid; el 1979 se'n va crear la colla infantil i l'11 de maig de l'any següent es va celebrar la Va Trobada Nacional de Bastoners de Catalunya a Montblanc.
Altres actuacions internacionals del Ball de Bastons de Montblanc han estat: Krow (Alemanya), Praga (República Txeca), Velika Kladuša (Bòsnia i Hercegovina) i, l'any 2011, Hongkou (República Popular de la Xina).
Els assajos s'han anat realitzant a diferents indrets de la vila, depenent de l'espai cedit puntualment per l'Ajuntament. Així, s'ha assajat a llocs tan diversos com l'antiga escola de monges (Les Monges Velles), a l'antic Hospital de Santa Magdalena o a unes cases recolzades a la muralla a la plaça de Santa Anna.
Fa uns anys, el Consistori va cedir un local on actualment hi ha la seu de la Guàrdia Urbana. El 1999 l'Ajuntament de Montblanc va donar la Torre-portal de Bové al Ball de Bastons per al seu ús com a seu social.

## Picar els bastons
Popularment a Montblanc no es balla als bastons, sinó que es pica als bastons. Això és degut al fet que el ball és tan evolucionat que gairebé no existeix. De fet, i a diferència de les altres colles bastoneres, la colla montblanquina no fa saltets rítmics mentre pica els bastons, més aviat al contrari; se centra tota la força del cos en el cop del bastó. Hi ha, però, un cop molt espectacular que es produeix quan un bastoner salta amunt amb els dos peus junts per tocar-se, bastó amb bastó, amb el company. No se sap ben bé perquè és l'única colla que, des que se'n té notícia, fa aquest no-ball.
Caldria afegir que el model montblanquí es va exportar fins a tres poblacions del Principat quan bastoners de la vila de Montblanc van anar a viure fora-vila:
- L'Espluga de Francolí (darrer quart del segle xix). Els montblanquins Ramon Bulló i la seva esposa Margarida Carreras van muntar una fonda en aquest poble. Posteriorment, ell va organitzar una colla bastonera a imatge de la de Montblanc, segons R. Sanahuja, mestre bastoner.
- Cambrils (primeries de segle xx). Foren els germans Abellà qui van establir-se en aquesta bonica ciutat del Baix Camp, van muntar una impremta i van ensenyar el seu ball de bastons a joves cambrilencs.
- Gràcia (mitjan segle xx). Quan es van crear els Bastoners de Barcelona, van rebre la col·laboració de gent de diverses contrades, entre ells montblanquins residents a Barcelona. En paraules de la mateixa colla: "[els balls] destaquen per la complexitat tècnica que han assolit en les picades, hereus de la filosofia del ball de bastons de Montblanc."

Aquestes colles han mantingut els passos típics i la base del ball montblanquí, però han creat balls nous i seria un error pensar que en són "còpies".

## Vestuari
Els membres del ball de bastons duen una cinta blava o vermella al coll a manera de corbatí, camisa blanca amb l'escut de Montblanc, faixa blava o vermella, pantalons blancs amb una tira blava o vermella al costat i espardenyes tradicionals blaves o vermelles.
Els bastoners es diferencien en dos grups:
- Dreters. Llueixen el color blau.
- Esquerrers. Duen el color vermell.

Es diferencien en alguns aspectes del ball, com és ara el "clos" (cop més vistós i dur, on els dreters piquen amb el bastó horitzontal i els esquerrers amb el bastó vertical) i la manera de "passar" en certs balls (picant per sota les cames o acotxats).
Una menció especial mereixen els flautistes, integrants del grup que hi posen la música, que van vestits barrejant algunes peces blaves amb algunes de vermelles.

## Música i balls
A Montblanc piquen els bastons amb el so de la flauta dolça. Aquesta és una altra diferència molt important amb la resta de colles de bastoners, que utilitzen instruments com ara la gralla, el timbal o l'acordió. Així, el so predominant són els cops del bastó i, entre cop i cop, els espectadors senten una melodia suau, que fa de contrapunt perfecte a la violència del bastó.
La majoria dels balls que fa la colla actual són els mateixos que s'han fet tota la vida a la vila. Alguns d'ells són: la Marxa Llarga, la Marxa del Cargol, la Marxa dels Soldats, la Seca, les Dones, el Sant Joan, la Reverència, el Pere qui té son, els Escurçons, el Perico, la Tral·lara, l'Hereu Riera, els Jueus, els Tres Tambors, la Xupina, la Trumfa, el Tres i Clos, l'Indiot... i així fins a una cinquantena de balls. També hi ha alguns balls de nova creació com per exemple el Vilasalva, el Pasqualé (en homenatge a un membre de la colla desaparegut en accident) o el Pagès (de Josep Jàvega).

## Sortides internacionals del Ball de Bastons de Montblanc
| Any  | Festa/Festival                           | Població/País                          |
| ---- | ---------------------------------------- | -------------------------------------- |
| 2007 | Festival Folklòric Internacional de Kröv | Kröv, Alemanya                         |
| 2011 | Prague Folklore Days                     | Praga, República Txeca                 |
| 2011 | World Leisure Expo                       | Hangzhou, República Popular de la Xina |
| 2012 | Festival Kud Biser                       | Velika Kladusa, Bòsnia i Hercegovina   |
| 2013 | VII Festival Internacional de Folclore   | Miranda do Douro, Portugal             |
| 2018 | Diada d'Adifolk a Perpinyà (DAP)         | Perpinyà, Catalunya Nord               |
| 2022 | Aplec Internacional 2022                 | Elvas, Portugal                        |